# بند في ميزانية عمومية
بند في ميزانية عمومية  في المحاسبة (بالإنجليزية:balance sheet item) 
تعني العبارة : رصيد حساب  أو محموع مبالغ من المال يمثل أصلا أو التزاما. ولهذا فهو لا يظهر في ميزانية الشركة العمومية ، وهو يختلف عن يند الدحل الذي يجب إظهاره في بيان دخل الشركة .

## اقرأ أيضا
- ميزانية عمومية
- تخطيط القدرة
- دفتر حسابات
- بضاعة موجودة